# قانون بازرگانی یکنواخت

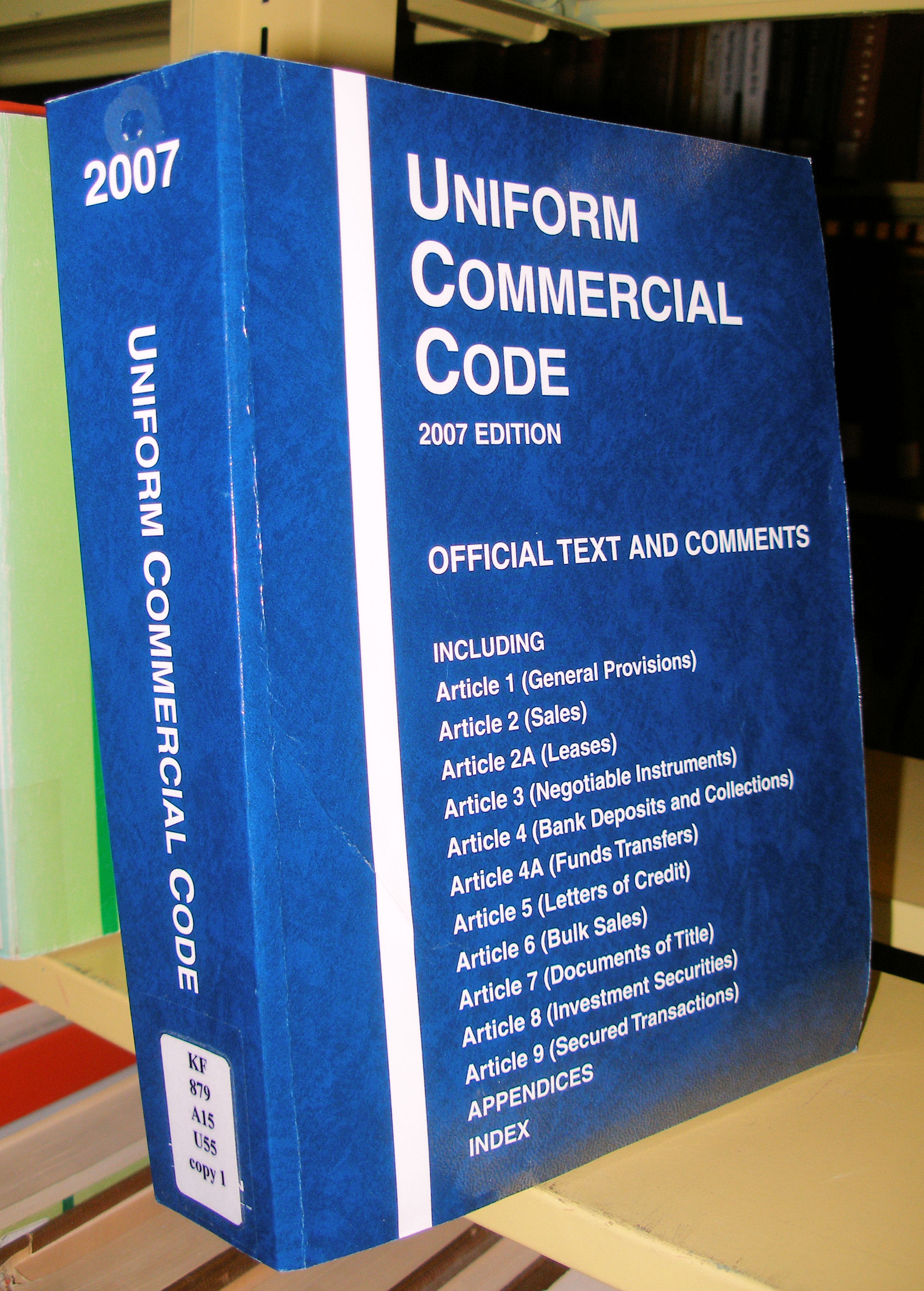
نسخه رسمی ۲۰۰۷ یوسی‌سی

قانون بازرگانی یکنواخت (یوسی‌سی) (به انگلیسی: Uniform Commercial Code (UCC))، که برای اولین بار در سال ۱۹۵۲ منتشر شد، یکی از قانون یکنواخت است که به عنوان قانون با هدف هماهنگی قوانین فروش و سایر معاملات بازرگانی در سراسر ایالات متحده از طریق تصویب قانون یکنواخت  بازرگانی توسط همه ایالت آمریکا، واشینگتن، دی. سی و قلمروهای ایالات متحده آمریکا تأسیس شده است.

## اهداف
هماهنگی قوانین ایالتی به دلیل شیوع معاملات تجاری که فراتر از یک کشور است، اهمیت دارد. به عنوان مثال، کالاها ممکن است در کشور A تولید شوند، انبار شده در کشور B، که از ایالتی C فروخته می‌شود، و در ایالت D. تحویل می‌شود. کد تجاری یکنواخت (UCC) به هدف یکنواختی قابل توجه در قوانین تجاری دست یافته و در عین حال، به کشورها اجازه انعطاف‌پذیری می‌دهد. UCC در وهله اول با معاملات مربوط به املاک شخصی (اموال منقول) و نه املاک و مستغلات (املاک غیرمنقول) سروکار دارد.